# Гришино (Ленинградская область)
Гри́шино — деревня в Важинском городском поселении Подпорожского района Ленинградской области.

## История
Деревня Гришина упоминается на карте Олонецкого наместничества 1792 года А. М. Вильбрехта.

ГРИШИНА (ВЕРХОВЬЕ) — деревня при реке Важинке, число дворов — 4, число жителей: 20 м. п., 11 ж. п.; Все чудь. (1879 год)

Деревня административно относилась к Важинской волости 2-го стана Олонецкого уезда Олонецкой губернии.

ГРИШИНА — деревня Согинского сельского общества при реке Важинке, население крестьянское: домов — 7, семей — 7, мужчин — 29, женщин — 33, всего — 62; лошадей — 11, коров — 24, прочего — 24. (1905 год)

Согласно карте Ленинградской области Северо-западного аэрогеодезического треста ГГУ издания 1932 года деревня насчитывала 9 крестьянских дворов.
По данным 1933 года село Гришино входило в состав Согинского сельсовета Подпорожского района.

Деревня Гришино на карте РККА 1940 года

По данным 1966 года деревня Гришино входила в состав Важинского сельсовета.
В 1971 году деревни Гришино, Прошинская и Трошинская были объединены в один населённый пункт — деревню Гришино.
По данным 1973 и 1990 годов деревня Гришино входила в состав Курповского сельсовета.
В 1997 году в деревне Гришино Курповской волости проживали 14 человек, в 2002 году — 13 человек (все русские).
В 2007 году в деревне Гришино Важинского ГП проживали 11 человек.

## География
Деревня расположена в северо-западной части района на автодороге 41К-747 (Подъезд к деревне Гришино).
Расстояние до административного центра поселения — 18 км.
Расстояние до ближайшей железнодорожной станции Свирь — 16 км.
Деревня находится на левом берегу реки Важинка в месте впадения в неё ручья Бирдоручей.

## Демография
| 2007 | 2010 | 2017 |
| ---- | ---- | ---- |
| 11   | ↘1   | ↗29  |

### Национальный состав
Согласно данным Всероссийской переписи населения 2021 года в деревне проживали 16 человек, из них:
 русские — 15, украинцы — 1 человек.

## Улицы
Просторная, Речная.